# 農業部臺東區農業改良場

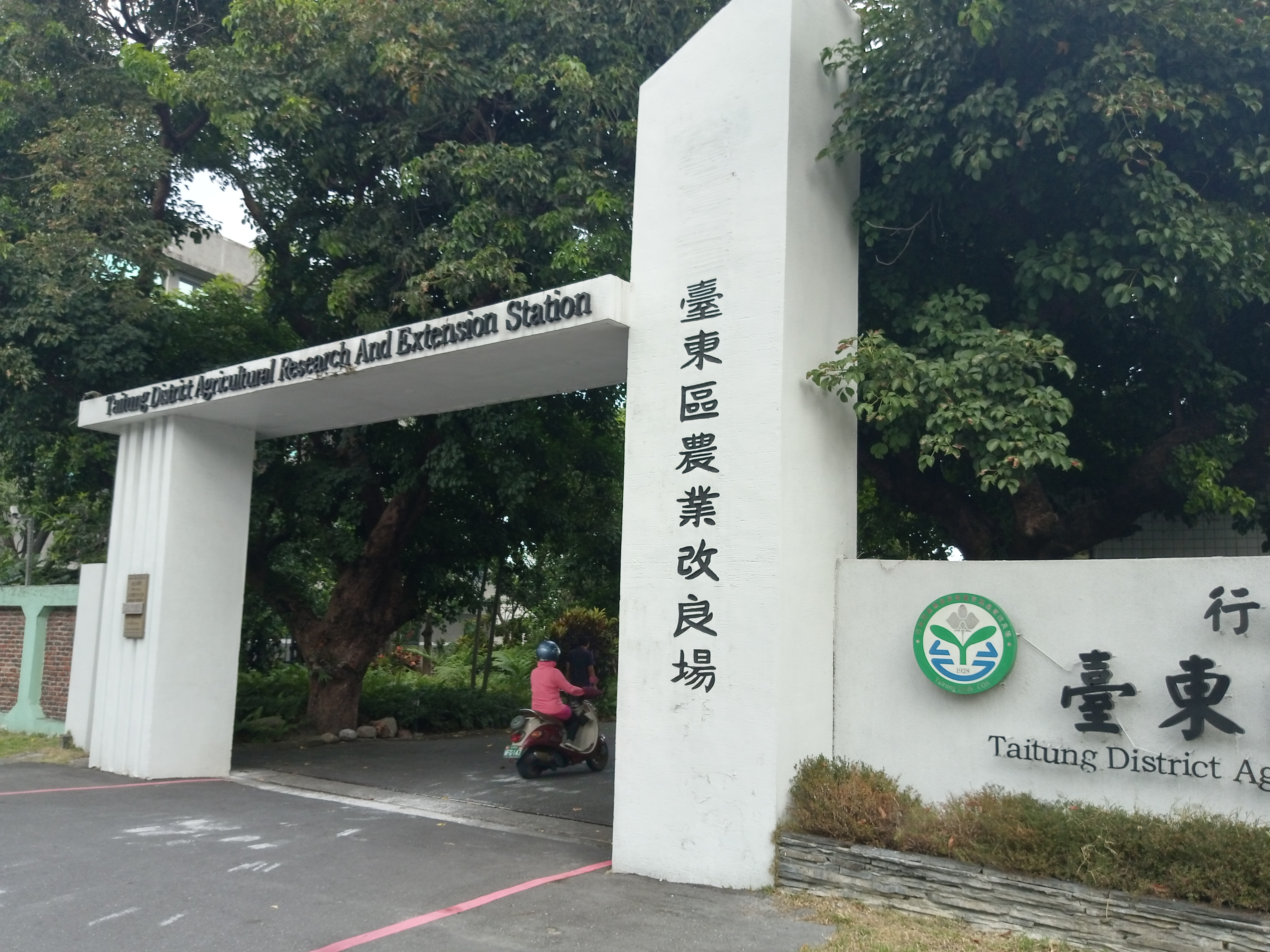
農業部臺東區農業改良場大門

農業部臺東區農業改良場（簡稱臺東場），為中華民國農業部下的四級機關，負責臺東縣農業試驗應用及推廣業務。

## 沿革
台東區農改場是由台東的多個農事場所整併而來，1952年5月，「臺灣省農業試驗所臺東熱帶農業試驗分所」併入「台灣省台東區農業改良場」。1960年7月，改名臺灣省臺東區農業改良場。1999年7月1日精省後，改隸行政院農業委員會，更名為行政院農業委員會臺東區農業改良場。2023年8月1日起隨農委會升格為農業部，更名為農業部臺東區農業改良場。
台灣省台東區農業改良場
1948年，以下兩機關合併為台東縣農林總場，1950年改稱台灣省台東區農業改良場。
- 臺東廳農會種牛繁殖場（1928年）→臺東縣種畜場（1933年）→臺東縣種畜場（1946年接收）
- 台東縣農事試驗場（1947年成立）

臺灣省農業試驗所臺東熱帶農業試驗分所
1949年，東部作物繁殖場裁併為臺東熱帶農業試驗分所。
- 殖產局東部農產局試驗場（1929年）→台東熱帶農業試驗支所（1939年）→臺灣省農業試驗所臺東熱帶農業試驗分所（1946年接收）
- 台東廳蓖麻種子育成所（1936年）→殖產局東部特用作物種苗養成所（1939年）→殖產局東部民作指導所（1940年）→台灣省政府農林廳東部作物繁殖場（1946年接收）

## 組織
- 場長
- 副場長
- 秘書

業務單位
- 作物改良科
- 作物環境科
- 農業推廣科

分場
- 班鳩分場（位於臺東縣卑南鄉）

行政單位
- 人事室
- 會計室
- 秘書室

## 外部連結
- （繁體中文）（英文）農業部臺東區農業改良場